# Lago de Gravelle
El lago de Gravelle es un pequeño lago artificial de París creado en el siglo XIX en el bosque de Vincennes.
Con una superficie aproximada de una hectárea, el lago está situado al sudeste del bosque de Vincennes, en el punto más elevado del bosque, 40 metros por encima de la ribera del Marne, que desciende por debajo a un centenar de metros de distancia . Alimentado por bombeo con las aguas del río Marne, uno de los afluentes de la vertiente derecha del río Sena; el lago de Gravelle sirve como reservorio para otros lagos en el Bosque de Vincennes (Lago Daumesnil, Lago Minimes y Lago Saint-Mandé), y los ríos que los unen. Tiene una longitud de 250 metros y una anchura de 50 metros.
El lago de Gravelle fue construido bajo la dirección de Jean-Charles Alphand, en el desarrollo de Vincennes en la década de 1860. En este sector inicialmente no existía un sistema de agua y el lago fue excavado para proporcionar agua de riego para otros proyectos. Contribuye a frenar las aguas del río Marne, y por lo tanto a regular las inundaciones.
El lago es el hábitat de diferentes especies, entre ellas la trucha, que puede ser pescada en desde las orillas